# École polytechnique de l’université d’Angers
Die École polytechnique de l'université d'Angers (Polytech Angers, ehemals Institut des sciences et technique de l'ingénieur) ist eine französische Ingenieurhochschule, die 1991 gegründet wurde.
Die Schule bildet Ingenieure in vier Hauptfächern aus:
- Bauen und Sicherheit
- Biologische Technik und Gesundheit
- Qualität, Innovation, Zuverlässigkeit
- Automatisierte Systeme und Computertechnik[3]

Polytech Angers mit Sitz in Angers ist eine öffentliche Hochschule. Die Schule ist Mitglied der Universität Angers.